# 西野稔
西野 稔（にしの みのる、1921年（大正10年）10月16日 - 2010年（平成22年）12月23日）は、日本の政治家。長崎県福江市長（4期）。

## 経歴
長崎県出身。旧制五島中学校（現・長崎県立五島高等学校）卒。1948年、長崎県庁に入り、秘書、監理の各課長を務める。1975年、長崎県庁を退職し、福江市長選挙に立候補して当選し、以来連続4期務める。1991年に退任した。
2010年12月、前立腺癌のため死去。死没日をもって正五位に叙される。